# Ердеч
Ердеч је насељено место града Крагујевца у Шумадијском округу. Према попису из 2022. има 86 становника (према попису из 2011. било је 55 становника). Насеље је основано 1770. године. Под њивама се налази 84,55 ha, воћњацима 23,53 ha, ливадама 14,67 ha, пашњацима 18,89 ha док остало земљиште заузима 4,29 ha.
Овде се налази ОШ „Доситеј Обрадовић” Ердеч.

## Границе насеља
Садашње границе насељеног места Ердеч су много мање него пре, наиме 1991. године урбани део насеља се припаја насељу Крагујевац, док као самостално насеље остаје само део познат и као Ердеч село.
Број становника по пописима некадашњег јединственог насеља:
- 1948. године: 287 становника
- 1953. године: 283 становника
- 1961. године: 299 становника
- 1971. године: 597 становника
- 1981. године: 2051 становника

## Демографија
У насељу Ердеч живи 55 пунолетних становника, а просечна старост становништва износи 42,8 година (43,5 код мушкараца и 42,1 код жена). У насељу има 27 домаћинстава, а просечан број чланова по домаћинству је 2,48.
Ово насеље је у потпуности насељено Србима (према попису из 2002. године), а у последња три пописа, примећен је пораст у броју становника.
|             | \| Демографија[2] \| Демографија[2] \| Демографија[2] \| \| Година \| Становника \| Становника \| \| -------------- \| -------------- \| -------------- \| \| 1948. \| 6 \| \| \| 1953. \| 6 \| \| \| 1961. \| 6 \| \| \| 1971. \| 12 \| \| \| 1981. \| 42 \| \| \| 1991. \| 55 \| 55 \| \| 2002. \| 67 \| 67 \| \| 2011. \| 55 \| \| \| 2022. \| 86 \| \| |            |
| Демографија | |            |
| Година      | Становника | Становника |
| 1948.       | 6 |            |
| 1953.       | 6 |            |
| 1961.       | 6 |            |
| 1971.       | 12 |            |
| 1981.       | 42 |            |
| 1991.       | 55 | 55         |
| 2002.       | 67 | 67         |
| 2011.       | 55 |            |
| 2022.       | 86 |            |

| Етнички састав према попису из 2002.‍ | Етнички састав према попису из 2002.‍ | Етнички састав према попису из 2002.‍ | Етнички састав према попису из 2002.‍ | Етнички састав према попису из 2002.‍ |
| ------------------------------------ | ------------------------------------ | ------------------------------------ | ------------------------------------ | ------------------------------------ |
|                                      |                                      |                                      |                                      |                                      |
| Срби                                 | Срби                                 |                                      | 67                                   | 100,0%                               |
| непознато                            | непознато                            |                                      | 0                                    | 0,0%                                 |

| Година пописа     | 1948. | 1953. | 1961. | 1971. | 1981. | 1991. | 2002. |
| ----------------- | ----- | ----- | ----- | ----- | ----- | ----- | ----- |
| Број домаћинстава | 2     | 2     | 2     | 5     | 17    | 23    | 27    |

| Број чланова      | 1  | 2 | 3 | 4 | 5 | 6 | 7 | 8 | 9 | 10 и више | Просек |
| ----------------- | -- | - | - | - | - | - | - | - | - | --------- | ------ |
| Број домаћинстава | 11 | 5 | 3 | 5 | 2 | 0 | 1 | 0 | 0 | 0         | 2,48   |

| Пол    | Укупно | Неожењен/Неудата | Ожењен/Удата | Удовац/Удовица | Разведен/Разведена | Непознато |
| ------ | ------ | ---------------- | ------------ | -------------- | ------------------ | --------- |
| Мушки  | 28     | 7                | 16           | 4              | 1                  | 0         |
| Женски | 30     | 7                | 14           | 8              | 1                  | 0         |
| УКУПНО | 58     | 14               | 30           | 12             | 2                  | 0         |

| Пол    | Укупно                    | Пољопривреда, лов и шумарство | Рибарство                            | Вађење руде и камена | Прерађивачка индустрија       |
| ------ | ------------------------- | ----------------------------- | ------------------------------------ | -------------------- | ----------------------------- |
| Мушки  | 15                        | 1                             | 0                                    | 0                    | 4                             |
| Женски | 6                         | 1                             | 0                                    | 0                    | 2                             |
| УКУПНО | 21                        | 2                             | 0                                    | 0                    | 6                             |
| Пол    | Производња и снабдевање   | Грађевинарство                | Трговина                             | Хотели и ресторани   | Саобраћај, складиштење и везе |
| Мушки  | 0                         | 0                             | 2                                    | 0                    | 0                             |
| Женски | 0                         | 0                             | 1                                    | 0                    | 0                             |
| УКУПНО | 0                         | 0                             | 3                                    | 0                    | 0                             |
| Пол    | Финансијско посредовање   | Некретнине                    | Државна управа и одбрана             | Образовање           | Здравствени и социјални рад   |
| Мушки  | 0                         | 0                             | 1                                    | 5                    | 0                             |
| Женски | 0                         | 0                             | 0                                    | 2                    | 0                             |
| УКУПНО | 0                         | 0                             | 1                                    | 7                    | 0                             |
| Пол    | Остале услужне активности | Приватна домаћинства          | Екстериторијалне организације и тела | Непознато            | Непознато                     |
| Мушки  | 0                         | 0                             | 0                                    | 2                    | 2                             |
| Женски | 0                         | 0                             | 0                                    | 0                    | 0                             |
| УКУПНО | 0                         | 0                             | 0                                    | 2                    | 2                             |